# William Berkeley
För andra betydelser, se William Berkeley (olika betydelser).

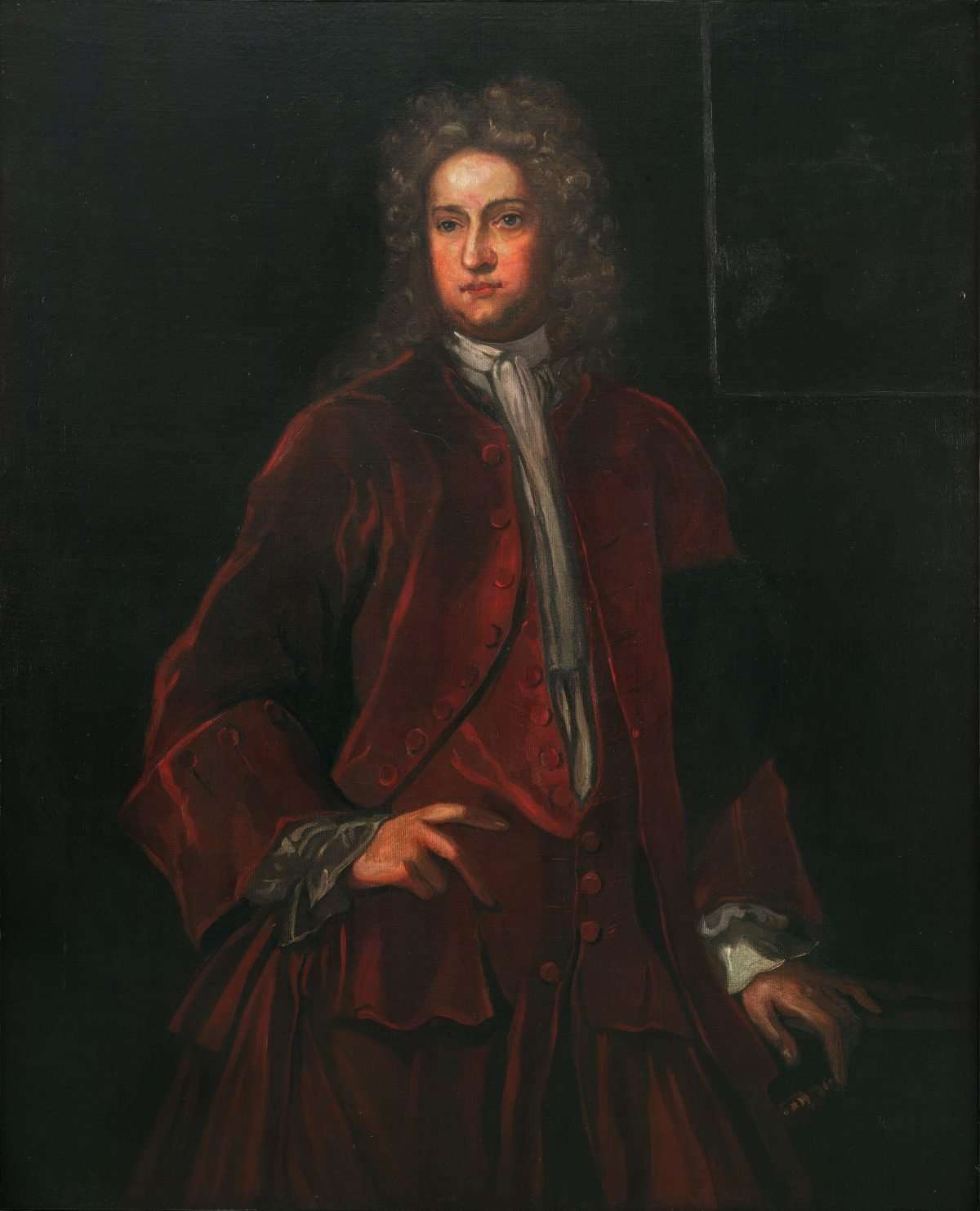
William Berkeley.

William Berkeley, född 1605, död den 9 juli 1677, var en brittisk ämbetsman.
Berkeley blev efter vidsträckta resor och en tids tjänstgöring vid Karl I:s hov 1641 utsedd till guvernör i Virginia och anlände dit följande år. Han fasthöll envist vid Stuartarnas sak och gav under inbördeskriget fristad i Virginia åt många flyende rojalister. Först 1651 nödgades han uppge kolonin åt parlamentets trupper, men återfick efter restaurationen sitt ämbete och bibehöll det ända till 1676. Berkeley utgav 1638 en tragedi, The Lost Lady, och 1663 det topografiska arbetet A Description of Virginia.
Verner Söderberg skriver i Nordisk familjebok: "B. var typen för en gammaldags despotisk koloniguvernör, och man har ofta citerat hans svar till en utsänd undersökningskommission: 'här finnas, Gud vare tack, inga fria skolor eller tryckpressar, och jag hoppas sådana ej skola komma hit på hundra år, ty lärdom har bragt olydnad, kätteri och sekter i världen, och sedan har boktryckerikonsten spridt dessa och andra skandaler'."